# Marcus Bohman
Marcus Bohman, född 3 oktober 1993 i Södertälje, är en svensk före detta ishockeyspelare som sist spelade för Södertälje SK i Hockeyallsvenskan.